# Хртвилак
Хртви́лак (арм. Խրտվիլակ), также Хо́ртлак, Хортви́лак — в армянской мифологии духи мертвых иноверцев, самоубийц и злодеев, выходящие по ночам, а к рассвету возвращающиеся в свои могилы.
В легендах хртвилаки выступали в антропоморфном и зооморфном облике (кошка, собака, волк, медведь, осёл и др.). Обычно они стояли у дорог, особенно около кладбищ, и пугали прохожих, прыгая на их спины, на их лошадей или на арбы.